# جیمز آر. دولیتل
جیمز آر. دولیتل (به انگلیسی: James R. Doolittle) سناتور سابق عضو حزب جمهوری‌خواه ایالات متحده آمریکا بود. وی در سال ۱۸۵۷ تا ۱۸۶۹ میلادی سناتور ایالت ویسکانسین در سنای ایالات متحده آمریکا بود.